# Sorbus epidendron
Sorbus epidendron är en rosväxtart som beskrevs av Hand.-mazz.. Sorbus epidendron ingår i släktet oxlar, och familjen rosväxter. Inga underarter finns listade i Catalogue of Life.